# 御用の日
御用の日（ごようのひ）とは、万引きは犯罪であるとの意識を高め、被害の減少を進めることで、安全な社会を築く一助とするのを目的とした記念日。

## 制定
5月8日。防犯カメラなどを活用したセキュリティシステムを幅広く手がける株式会社ジェイエヌシーが制定。
日付は5と8で犯罪者を捕まえる「御用」（ごよう）の語呂合わせから。